# Pavel Alaszu
Pavel Alaszu (n. 11 noiembrie 1942, Timișoara – d. 15 septembrie 1995, Arad) a fost un pictor și grafician din România.

## Biografie și expoziții
S-a născut la Timișoara în 11 noiembrie 1942. În 1968 a absolvit Facultatea de Arte Plastice din cadrul Universității Timișoara, având ca profesor pe Jecza Peter și Romul Nuțiu. De asemenea a continuat la București 3 ani de facultate în Management Educațional.
A fost directorul Centrului de Îndrumare Artistică ARAD și o perioadă președintele Uniunii Artiștilor Plastici, filiala Arad. A colaborat fructuos cu românii din Ungaria prin schimburi de expoziții și participare reciprocă la taberele de creație organizate anual între cele două țări.
Debutează în 1968, după terminarea facultății, la Salonul Anual de Artă al jud. Timiș, în același an expune de asemenea și la Bienala de sculptură și pictură din București și Cluj. Începând cu acest an participă la toate expozițiile județene și naționale desfășurate și organizate de Uniunea Artiștilor Plastici.
În 1975, august, se naște primul copil al familiei Alaszu- Tibor Iuliu

### Expoziții personale în România
- 1968 la Dorobanți județul Arad;
- 1970 la Curtici județul Arad;
- 1972 la Galeriile Alfa Arad;
- 1974 la Lipova județul Arad;
- 1975 la Galeriile Alfa Arad;
- 1978 la Galeriile Alfa Arad;
- 1986 la Sala Delta Arad;
- 1992 la Sala Delta Arad;
- 1995 la Sala Delta Arad, Expoziții la Saloanele Bienale de grafică București și Cluj;
- 1969 la Sala Dalles;
- 1970 la Sala Dalles;
- 1973 la Palatul Baroc;
- 1975 la Sala Dalles;
- 1977 la Palatul Baroc;
- 1978 la Cluj;
- 1982 la Sala Dalles;
- 1983 la Palatul Baroc;
- 1986 la Cluj;
- 1987 la Sala Dalles;
- 1988 la Sala Dalles;
- 1989 la Sala Dalles;

## Premii
- Premiul CCES
- Premiul Tineretului I si II la pictură în 1975-1976

### Expoziții în străinătate
- 1971 la Ecka în Jugoslavia;
- 1972 la Subotita Jugoslavia;
- 1974 la Zrenjanin în Jugoslavia;
- 1977 la Zarvos în Ungaria;
- 1979 la Oroshaza în Ungaria;
- 1981 la Gyula în Ungaria;
- 1982 la Nantes în Franța;
- 1987 la Kaposvar în Ungaria;
- 1992 la Saint Cyprien în Franta la Galeriile Desnoyre;

## Lucrări
Lucrări în colecții de stat, muzee și particulare din: România, Ungaria, Jugoslavia, Germania, Italia, Austria, Franța, Spania, Israel, Canada, Stateler Unite ale Americii

### Lucrări de artă monumentală
- Restaurarea Bisericii din Hălmagiu, Județul Sibiu-frescă interioară
- Casa de Cultură a Tineretului Craiova-design interior;
- Motelul din Tismana județ Gorj-frescă exterioară;

### Coperți de carte
- 1976 Scriitori țărani (proză);
- 1978 Balade (Buza Buza…);
- 1978 Cim Javastatok (versuri);
- 1982 Din inima pentru țară;
- 1982 Scriitori țărani(versuri);

### Tabere de creație
- 1984 Zrenjanin – Jugoslavia;
- 1985 Turul Deltei–organizat de UAP;
- 1986 Avrig, județul Sibiu;
- În anul 1987 în luna decembrie se naște al doilea copil al familiei Alaszu – Paul Sabrin
- 1989 Dafok - Ungaria;
- 1990 Bekes - Ungaria;
- 1991 Danfok- Ungaria;
- 1992 Bekes - Ungaria;
- 1993 Balaton - Ungaria;
- 1994 Balaton - Ungaria;

În 1995 are ultima expoziție pe data de 29 iunie la Sala Delta Arad. O stradă din orașul atât de drag lui, Aradul, îi poartă numele ca semn de aleasă recunoștință. În data de 15 august 1995 se stinge din viață.

## Lucrări și cronică
|  | Pictorul Pavel Alaszu părea o replică vie a unui autoportret de Dürer. Cu părul blond ușor ondulat cu barba și mai ales cu mustața roșcată, manifestă în unele momente o uimitoare asemănare cu marele pictor german din sec. al XVI-lea. Pavel Alaszu avea un temperament ardent, dar ascundea în suflet o mare delicatețe. Ambele trăsături s-au obiectivat în picturile lui dar succesiv. Din marea lui delicatețe s-a născut rafinamentul său coloristic bazat, de fapt, nu atât pe “culoare”, cât pe “nuanță”, acea însușire pe care a iubit-o Paul Varlaine. În a doua etapă a creației sale, Pavel Alaszu și-a îndreptat atenția asupra universului intim al omului. Această preocuparea dat naștere unei serii lungi de naturi statice, în care motivul predilect îl constituie fructele împreună cu obiectele casnice. Asemenea celor pictate de Pallady, fructele lui Alaszu nu au nimic din materialitatea destinată simțului nostru gustativ sau tactil. Ele sunt privite de ochiul pictorului pentru o singură însușire: culoarea. | — Horia Medeleanu |

|  | Judecând cu fireasca severitate graba unui verdict absurd care avea să-l răpună pe Pavel Alaszu la o vârstă prematură ne putem imagina ce mult s-ar fi amplificat zestrea de spirit raportată la fluxul unei rare și generoase vocatii. Dar o dreaptă cumpănire a lucrurilor ne consolează contemplând reverberația distinctă a unei opere situate pe scara valorilor ce particularizează patrimoniul unei culturi. Ne încurajează la o asemenea atitudine probele derulării unui destin artistic impulsionat de căutările unei mereu proaspete și fertile inspirații. De aceea nu a cunoscut criza de subiect și nici efectele coercitive ale unor canoane stilistice limitative. A vibrat deschis și sincer în fața a tot ce o conștiință curată a considerat demn a alcătui repertoriul unei reconstituiri de atmosferă și climat prin suveran argument linear și cromatic. […] a creat cursiv, dezinvolt și vital cu ardoarea tipică unui iubitor de armonie certitudine și luminozitate.[…] Arderile unei vieți și-au atins cu generozitate țelul: au singularizat o voce și o zestre picturală în eternitatea unui timp obiectiv ce consacră cea ce este autentic, purtător de esența și originalitate. … Sub semnul gestului ce dezvăluie și înobiliează | — Negoiță Lăptoiu |